# Groupe de NGC 3507
Le groupe de NGC 3507 comprend au moins six galaxies situées dans la constellation du Lion. La distance moyenne entre ce groupe et la Voie lactée est d'environ 21,2 Mpc (∼69,1 millions d'al). 

## Membres
Le tableau ci-dessous liste les cinq galaxies du groupe indiquées dans l'article de A.M. Garcia paru en 1993. Toutefois, on doit ajouter NGC 3501 à cette liste, car elle forme une paire de galaxies avec NGC 3507.   
| Nom      | Class. | Type                     | α (J2000.0)   | δ (J2000.0) | Vitesse radiale (km/s) | m               | Distance (Mpc) | Diamètre (kal) |
| -------- | ------ | ------------------------ | ------------- | ----------- | ---------------------- | --------------- | -------------- | -------------- |
| NGC 3507 | SB(s)b | Spirale barrée           | 11h 03m 25.3s | 18° 08′ 08″ | 979 ± 4                | 11,9            | 19,4 ± 1,4     | 47             |
| UGC 6095 | Im?    | Irrégulière magellanique | 11h 01m 04.7s | 19° 06′ 05″ | 1115 ± 4               | 17,551 ± 0,032a | 21,4 ± 1,5     | 21             |
| UGC 6112 | Sd?    | Spirale                  | 11h 02m 35.3s | 16° 44′ 05″ | 1033 ± 6               | 13,8            | 20,2 ± 1,5     | 59             |
| UGC 6171 | IBm?   | Irrégulière magellanique | 11h 07m 10.0s | 18° 34′ 10″ | 1206 ± 6               | 14,5            | 22,7 ± 1,6     | 63             |
| UGC 6181 | Im?    | Irrégulière magellanique | 11h 07m 46.7s | 19° 32′ 57″ | 1169 ± 5               | 14,7            | 22,1 ± 1,6     | 29             |
| NGC 3501 | Scd?   | Spirale                  | 11h 02m 47.3s | 17° 59′ 22″ | 1130 ± 1               | 12,9            | 21,6 ± 1,6     | 89             |

- aDans l'ultraviolet.

Le site DeepskyLog permet de trouver aisément les constellations des galaxies mentionnées dans ce tableau ou si elles ne s'y trouvent pas, l'outil du site constellation permet de le faire à l'aide des coordonnées de la galaxie. Sauf indication contraire, les données proviennent du site NASA/IPAC.